# Heterophrynus seriatus
Espèce
Heterophrynus seriatus est une espèce d'amblypyges de la famille des Phrynidae.

## Distribution
Cette espèce est endémique du Goiás au Brésil.

## Publication originale
- Mello-Leitão, 1940 : Algunos arácnidos de Sudamérica. Revista chilena de historia natural, vol. 43, p. 169-176.